# Halysidota cinctipes
Halysidota cinctipes är en fjärilsart som beskrevs av Augustus Radcliffe Grote 1866. Halysidota cinctipes ingår i släktet Halysidota och familjen björnspinnare. Inga underarter finns listade i Catalogue of Life.